# Unpacking
Unpacking é um jogo de quebra-cabeças desenvolvido pela Witch Beam e publicado pela Humble Bundle para Microsoft Windows, macOS, Linux, Nintendo Switch, Xbox One, PlayStation 4 e PlayStation 5. O jogo recebeu críticas positivas após o seu lançamento e ganhou vários prêmios, incluindo dois BAFTA Game Awards, e foi nomeado jogo do ano pela Eurogamer.

## Jogabilidade
O jogo é dividido em fases nomeadas pelos anos em que ocorrem: 1997, 2004, 2007, 2010, 2012, 2013, 2015 e 2018. A jogabilidade em cada fase consiste em desembalar os pertences de uma personagem feminina de caixas para uma nova moradia, representando eventos significativos da vida. O jogador tem a tarefa de encaixar cada item desembalado no espaço da casa, aprendendo a história de vida da protagonista por meio de seus objetos e dos lugares onde ela vive.[carece de fontes?]
Há oito fases, totalizando 35 cômodos.

## Desenvolvimento
Unpacking foi desenvolvido pela Witch Beam, um estúdio de jogos independente sediado em Brisbane, Austrália. O estúdio foi fundado em 2013 e já havia lançado anteriormente Assault Android Cactus, um jogo de tiro com dois manches, em 2015. O jogo foi primeiramente conceitualizado por Wren Brier quando ela foi morar com seu parceiro, Tim Dawson, co-diretor da Witch Beam, no início de 2018. Ela percebeu que desembalar caixas sem etiquetas, sem saber o que está guardado dentro, era uma experiência que poderia ser traduzida para um jogo de vídeo. Os dois participaram do programa de aceleração de jogos Stugan na Suécia, e o jogo entrou em produção completa no início de 2019.
Unpacking é principalmente uma experiência sem palavras, sendo a narrativa principalmente contada através dos objetos que o jogador desembala das caixas. A equipe dedicou bastante pensamento para tornar Unpacking acessível: A natureza quase sem palavras do jogo garante que qualquer pessoa que possa ter barreiras de linguagem ou compreensão ainda possa desfrutar do jogo, e muitos recursos adicionais de acessibilidade foram implementados.
O design sonoro inclui mais de 14.000 efeitos de foley, com vários efeitos sonoros de pegar e colocar exclusivos para cada item.

## Lançamento
Enquanto a Witch Beam gerenciava a maioria dos canais de mídia social do jogo, a equipe recrutou Victoria Tran, a diretora de comunidade de Among Us, para ajudar a operar o servidor do Discord e a conta do TikTok de Unpacking. Inicialmente, a equipe esperava que o desenvolvimento do jogo levasse cerca de um ano e meio, embora a produção real do jogo tenha levado o dobro desse tempo. Unpacking foi lançado para computadores pessoais, Nintendo Switch e Xbox One em 2 de novembro de 2021. As versões para PlayStation 4 e PlayStation 5 foram lançadas em 10 de maio de 2022. Versões físicas do jogo, publicadas e distribuídas pela Limited Run Games, estiveram disponíveis para pré-venda entre 29 de março e 1 de maio de 2022.

## Recepção

### Crítica
Unpacking recebeu críticas "geralmente favoráveis", de acordo com o agregador de resenhas Metacritic. O jogo recebeu críticas positivas de veículos como Rock Paper Shotgun, GameSpot, Eurogamer, Nintendo Life, Kotaku e TouchArcade. Vendeu mais de 100.000 unidades em todas as plataformas nos primeiros dez dias. O GamesRadar+ elogiou-o por sua narrativa inovadora, e recebeu um prêmio da Can I Play That? por sua acessibilidade. O jogo foi indicado para Jogo do Ano no Gayming Awards 2022 e ganhou o prêmio de Melhor Jogo Independente LGBTQ e Representação Autêntica.
Unpacking foi nomeado como um dos melhores jogos de 2021 por várias publicações, incluindo The New Yorker, Los Angeles Times, Forbes, Financial Times, CNET, NME e Polygon. O Eurogamer selecionou Unpacking como seu Jogo do Ano.

### Prêmios e reconhecimentos
| Ano  | Premios                           | Categoria                              | Resultado | Referencia    |
| ---- | --------------------------------- | -------------------------------------- | --------- | ------------- |
| 2021 | Australian Game Developer Awards  | Jogo do ano                            | Vencedor  | [ 33 ]        |
| 2021 | Australian Game Developer Awards  | Excelência em Aceitabilidade           | Vencedor  | [ 33 ]        |
| 2022 | 25th Annual D.I.C.E. Awards       | Jogo extraordinário para um jogo indie | Vencedor  | [ 34 ]        |
| 2022 | Game Developers Choice Awards     | Melhor audio                           | Vencedor  | [ 35 ] [ 36 ] |
| 2022 | Game Developers Choice Awards     | Prêmio à inovação                      | Vencedor  | [ 35 ] [ 36 ] |
| 2022 | Game Developers Choice Awards     | Melhor narrativa                       | Vencedor  | [ 35 ] [ 36 ] |
| 2022 | Independent Games Festival Awards | Grande Prêmio Seamus McNally           | Indicado  | [ 37 ] [ 36 ] |
| 2022 | Independent Games Festival Awards | Excelência en narrativa                | Indicado  | [ 37 ] [ 36 ] |
| 2022 | Independent Games Festival Awards | Excelência em design                   | Indicado  | [ 37 ] [ 36 ] |
| 2022 | Independent Games Festival Awards | Excelência em áudio                    | Indicado  | [ 37 ] [ 36 ] |
| 2022 | 18th British Academy Games Awards | Jogo familiar                          | Indicado  | [ 38 ]        |
| 2022 | 18th British Academy Games Awards | Narrativa                              | Indicado  | [ 38 ]        |
| 2022 | 18th British Academy Games Awards | Propriedade original                   | Vencedor  | [ 38 ]        |
| 2022 | 18th British Academy Games Awards | Jogo do ano                            | Indicado  | [ 38 ]        |
| 2022 | Gayming Awards 2022               | Jogo do ano                            | Vencedor  | [ 31 ]        |
| 2022 | Gayming Awards 2022               | Melhor indie LGBTQ                     | Vencedor  | [ 31 ]        |
| 2022 | Gayming Awards 2022               | Prêmio de representação autêntica      | Vencedor  | [ 31 ]        |